# Tavse vidner
Tavse vidner er en roman fra 1976 skrevet af Poul Ørum.
Opdagerparret Mørck og Ejnarsen bliver sat på en sag, hvor en yngre kvinde findes kvalt i en forstad til en jysk provinsby.
Det ligger lige for at anholde hendes elsker, der lyver om sin færden på mordtidspunktet.